# Base (álgebra)

Base estándar en el plano cartesiano (generada a partir de los vectores azul y naranja). El vector verde, sea cual sea, puede ser descrito de forma única en función de los otros dos.

En álgebra lineal, una base {\displaystyle {\mathcal {B}}} de un espacio vectorial {\displaystyle \mathbf {V} } sobre un cuerpo {\displaystyle \mathbb {K} } es un subconjunto de {\displaystyle \mathbf {V} } que cumple las siguientes condiciones:
- Los elementos de {\displaystyle {\mathcal {B}}} forman un conjunto linealmente independiente.
- {\displaystyle {\mathcal {B}}} es un sistema de generadores de {\displaystyle \mathbf {V} }, es decir, todo elemento de {\displaystyle \mathbf {V} } se puede escribir como combinación lineal de los elementos de la base {\displaystyle {\mathcal {B}}}.

Así pues, todo vector del espacio vectorial se puede escribir como combinación lineal de vectores de la base. Los coeficientes de esta combinación se llaman componentes o coordenadas del vector en base {\displaystyle {\mathcal {B}}}.
Un resultado importante afirma que, aunque un espacio vectorial puede tener más de una base, todas tienen el mismo número de elementos (o el mismo cardinal, en el caso de que sean infinitas). A esta cantidad, que sólo depende del espacio vectorial, la llamaremos dimensión del espacio vectorial.

## Definición
Una base (de Hamel) {\displaystyle {\mathcal {B}}} de un espacio vectorial {\displaystyle V} sobre un cuerpo {\displaystyle \mathbb {K} } (que podrían ser los números reales {\displaystyle \mathbb {R} }, los números complejos {\displaystyle \mathbb {C} }, los números enteros módulo un número primo {\displaystyle \mathbb {Z} /p\mathbb {Z} }, etc.) es un subconjunto linealmente independiente de {\displaystyle V} que genera a {\displaystyle V}. Esto quiere decir que {\displaystyle {\mathcal {B}}} debe cumplir dos condiciones:
Independencia lineal: Para cada subconjunto finito {\displaystyle \{v_{1},\dots ,v_{m}\}} de {\displaystyle {\mathcal {B}}}, si {\displaystyle c_{1}v_{1}+\dots +c_{m}v_{m}=0} para ciertos escalares {\displaystyle c_{1},\dots ,c_{m}\in \mathbb {K} }, entonces {\displaystyle c_{1}=\dots =c_{m}=0}.
Propiedad generadora: Para cada vector {\displaystyle u} de {\displaystyle V}, se pueden elegir escalares {\displaystyle a_{1},\dots ,a_{n}\in \mathbb {K} } y vectores de la base {\displaystyle v_{1},\dots ,v_{n}\in {\mathcal {B}}} tales que {\displaystyle u=a_{1}v_{1}+\dots +a_{n}v_{n}}.
Los escalares {\displaystyle a_{1},\dots ,a_{n}} se llaman coordenadas o componentes del vector {\displaystyle v} en base {\displaystyle {\mathcal {B}}}, y están unívocamente determinados por la propiedad de independencia lineal.
| Demostración |
| Supongamos que un {\displaystyle u} tuviera dos coordenadas en base {\displaystyle {\mathcal {B}}}: {\displaystyle a_{1}v_{1}+\dots +a_{n}v_{n}=u=a'_{1}v'_{1}+\dots +a'_{m}v'_{m}}. Veremos que ambas representaciones son la misma, es decir, hay una única forma de escribir {\displaystyle u} en base {\displaystyle {\mathcal {B}}}. Consideremos los vectores que se están en ambas combinaciones lineales, es decir, {\displaystyle \{v_{1},\dots ,v_{n}\}\cap \{v'_{1},\dots ,v'_{m}\}}. Denotémoslos {\displaystyle \{w_{1},\dots ,w_{r}\}:=\{v_{1},\dots ,v_{n}\}\cap \{v'_{1},\dots ,v'_{m}\}}. El resto de vectores de cada lado los escribiremos como {\displaystyle u_{r+1},\dots ,u_{n}} en el lado izquierdo y {\displaystyle u'_{r+1},\dots ,u'_{m}} en el lado derecho. Así, la anterior expresión se puede escribir como: {\displaystyle a_{1}w_{1}+\dots +a_{r}w_{r}+a_{r+1}u_{r+1}+\dots +a_{n}u_{n}=u=a'_{1}w_{1}+\dots +a'_{1}w_{r}+a'_{r+1}u'_{r+1}+\dots +a'_{m}u'_{m}}, donde se han permutado los índices de los escalares cuando haya sido necesario. Pasando todos los términos al lado izquierdo: {\displaystyle (a_{1}-a'_{1})w_{1}+\dots +(a_{r}-a'_{r})w_{r}+a_{r+1}u_{r+1}+\dots +a_{n}u_{n}-a'_{r+1}u'_{r+1}-\dots -a'_{m}u'_{m}=0} Por independencia lineal, tenemos que {\displaystyle a_{1}-a'_{1}=\dots =a_{-}a'_{r}=a_{r+1}=\dots =a_{n}=a'_{r+1}=\dots =a'_{m}=0}. Los coeficientes de los vectores que eran iguales en ambas representaciones son iguales ({\displaystyle a_{1}=a'_{1},\dots a_{r}=a'_{r}}) y los vectores que no coincidían en ambos lados de la ecuación en realidad no aportaban nada, porque sus coeficientes eran {\displaystyle 0}. En definitiva, las dos combinaciones lineales eran la misma. {\displaystyle \quad \square } |

Habitualmente es conveniente o incluso necesario tener un orden en los vectores de la base. Por ejemplo, cuando se habla de orientación o cuando se consideran los coeficientes escalares de un vector respecto a una base sin referirse explícitamente a los elementos de la misma. En este caso, el orden es necesario para asociar cada coeficiente con el correspondiente elemento de la base. La ordenación se puede hacer numerando los elementos de la base. Para enfatizar que se ha elegido un orden, se puede hablar de base ordenada, que por tanto, no sólo un conjunto sin estructura, sino una secuencia o una familia indexada.

## Lema de Zorn
Mediante el uso del lema de Zorn, es posible probar que todo espacio vectorial posee una base. Pese a que es posible que un espacio vectorial no posea una única base, se cumple que todo par de bases de un mismo espacio vectorial tienen la misma cardinalidad como corolario del teorema de intercambio de Steinitz. Por ser así, tal cardinalidad será llamada como la dimensión del espacio vectorial.
Otras propiedades, consecuencias del lema de Zorn:
- Todo sistema generador de un espacio vectorial contiene una base vectorial (de Hamel).
- Todo conjunto linealmente independiente en un espacio vectorial, puede ser extendido a una base.

## Observaciones adicionales
- Las bases son conjuntos ordenados. Es decir que si bien {\displaystyle \{a,b,c\}} y {\displaystyle \{b,a,c\}} generan el mismo espacio vectorial, las bases no son iguales.
- Dado un vector {\displaystyle v\in \mathbf {V} } y una base {\displaystyle {\mathcal {B}}}, existe una única manera de escribir a {\displaystyle v} como combinación lineal de los elementos de la base {\displaystyle {\mathcal {B}}}, es decir, la representación de un vector en una base es única.
- De la observación anterior se desprende que las bases no son únicas. En general, suele haber infinitas bases distintas para un mismo espacio vectorial.

Por ejemplo, si {\displaystyle \mathbf {V} =\mathbb {R} ^{3}}, una base muy sencilla es {\displaystyle {\mathcal {B}}_{u}=\{(1,0,0);(0,1,0);(0,0,1)\}} la cual es conocida como base canónica de {\displaystyle \mathbb {R} ^{3}}. Otras bases de {\displaystyle \mathbb {R} ^{3}} son:
{\displaystyle {\begin{cases}{\mathcal {B}}'=\{(2,0,0),(0,1,0),(0,0,1)\}\\{\mathcal {B}}''=\{(1,1,1),(1,1,0),(1,0,0)\}\\{\mathcal {B}}'''=\{(504,0,0),(0,7,0),(0,0,{\frac {1}{2}})\}\end{cases}}}
En general, toda base de {\displaystyle \mathbb {R} ^{3}} estará formada por tres vectores linealmente independientes que pertenezcan a {\displaystyle \mathbb {R} ^{3}}. 
- Cuando el espacio vectorial en sí mismo es un conjunto finito entonces el número de bases distintas es finito.

- Si {\displaystyle \mathbf {V} } es un espacio vectorial de dimensión finita, entonces todas las bases de {\displaystyle \mathbf {V} } serán finitas y tendrán la misma cantidad de elementos.
- No todas las bases tienen un número finito de elementos. Por ejemplo, las bases del espacio vectorial de los polinomios de una variable tienen infinitos elementos. Una posible base es la formada por las potencias de {\displaystyle x}: {\displaystyle {\mathcal {B}}=\{1,x,x^{2},x^{3},...\}}.

## Espacios de dimensión finita
Como se especificó antes, se denomina espacio vectorial de dimensión finita a todo aquel generado por un conjunto finito de vectores. En este caso puede definirse la dimensión del espacio como el cardinal del conjunto de vectores que constituye la base.
Los subespacios de un espacio vectorial de dimensión finita también tienen, al menos, una base, de dimensión menor a la del espacio en el cual están contenidos. Por ejemplo, una recta homogénea en el plano, es decir que pasa por el origen determinado en este, tiene dimensión uno, por ser su base un único vector. Evidentemente, esta dimensión es menor a la del plano en el cual la recta se encuentra contenida.

### Ejemplos de cálculo

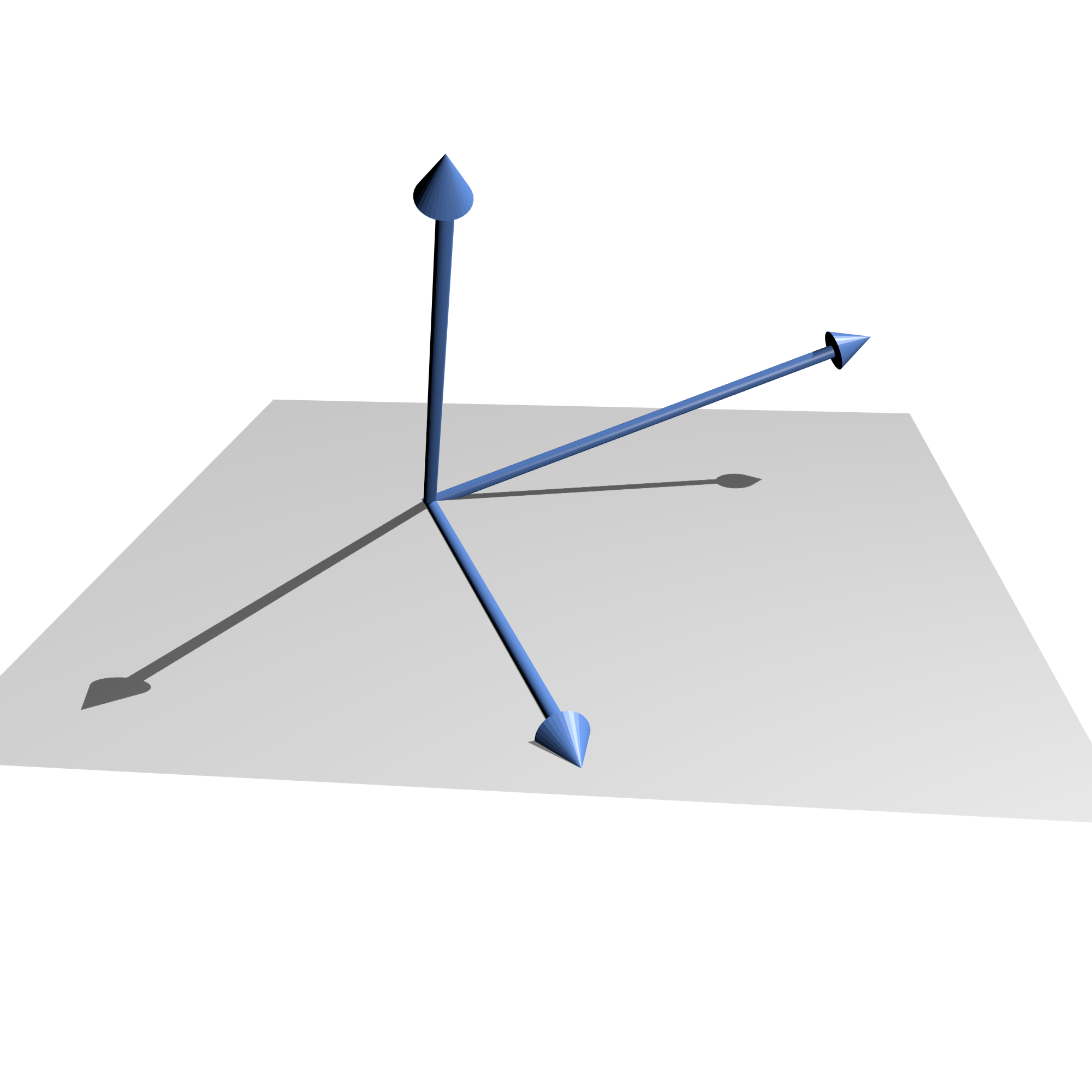
Tres segmentos orientados no coplanares son una base del espacio tridimensional.

Se indica a continuación, a través de ejemplos, el procedimiento de cálculo de la base de un subespacio vectorial dado.
1. Tomemos la recta {\displaystyle r=\left\{(x,y)\in \mathbb {R} ^{2}:y=x\right\}} en el plano cartesiano. Sea {\displaystyle (a,b)} uno de sus puntos, cumple {\displaystyle b=a} por pertenecer al conjunto r. Por lo tanto, puede escribirse
  
{\displaystyle (a,b)=(a,a)=a(1,1)}
 Tomando cualquier {\displaystyle a\in \mathbb {R} } se obtienen todos los puntos de la recta, luego
  
{\displaystyle r=\langle \{(1,1)\}\rangle }
  La recta tiene como base al segmento orientado (1, 1), que la «dirige» a 45° de los ejes cartesianos, caracterizados por los vectores de la base canónica.
2. Ahora calculemos la base del plano homogéneo {\displaystyle \alpha =\left\{(x,y,z)\in \mathbb {R} ^{3}:x+y+z=0\right\}}. Despejamos una de las variables de la ecuación del plano en función de las otras dos. 
  
{\displaystyle z=-x-y}.
 Sea {\displaystyle (a,b,c)\in \alpha \Rightarrow (a,b,c)=(a,b,-a-b)=a(1,0,-1)+b(0,1,-1)} y por lo tanto, el conjunto {\displaystyle \left\{(1,0,-1),(0,1,-1)\right\}} es una base de este plano.
3. El procedimiento anterior es válido para cualquier dimensión. Supongamos dado el subespacio 
  
{\displaystyle S=\left\{(x_{1},x_{2},x_{3},x_{4})\in \mathbb {R} ^{4}\ :\ x_{1}-x_{2}=0\ \land \ x_{1}-x_{4}=0\ \land \ 5x_{1}-6x_{3}-5x_{4}=0\right\}}
 en este caso se trata de varias ecuaciones, y todo punto perteneciente a él debe satisfacerlas simultáneamente. Así, se obtendrá la base reduciendo las ecuaciones a expresiones más simples. La solución del sistema es {\displaystyle (x_{1},x_{2},x_{3},x_{4})=(1,1,0,1)t}, y por lo tanto, el conjunto que contiene al único vector (1, 1, 0, 1) es la base de S.
4. Lo mismo se aplica a otro tipo de espacios, por ejemplo, polinomios de grado 3. Consideremos el subespacio {\displaystyle P=\{ax^{3}+bx^{2}+cx+d:a-b=0\land 3c+d=0\}}. Expresamos las ecuaciones así 
  
{\displaystyle \left\{{\begin{array}{lcr}b&=&a\\d&=&-3c\end{array}}\right.}
 lo cual implica que el subespacio está conformado por los polinomios de la forma 
  
{\displaystyle p(x)=ax^{3}+ax^{2}+cx-3c=a(x^{3}+x^{2})+c(x-3)}.
 Por lo tanto, {\displaystyle \{x^{3}+x^{2},x-3\}} es una base del espacio P.
5. Considérese ahora el problema inverso: dada una base, se busca el espacio que genera.
  Si por ejemplo {\displaystyle B=\left\{(1,-1,1)\right\}} es la base de algún subespacio de {\displaystyle \mathbb {R} ^{3}}, el objetivo entonces es hallar el conjunto de combinaciones lineales {\displaystyle \langle B\rangle =\{t(1,-1,1):t\in \mathbb {R} \}} en forma implícita. Para esto, tómese una terna ordenada {\displaystyle (x,y,z)\in \mathrm {gen} (B)}. Se cumple que
 
{\displaystyle (x,y,z)=(1,-1,1)t}

el cual es un sistema de ecuaciones lineales. Puede eliminarse el parámetro t, para obtener
  
{\displaystyle \langle B\rangle =\{(x,y,z)\in \mathbb {R} ^{3}:x+y=y+z=0\}}.

## Espacios de dimensión infinita
En el caso de espacios vectoriales de dimensión infinita, como los que aparecen en análisis funcional existen algunas distinciones pertinentes que es importante señalar.

### Bases de Hamel y de Hilbert
En un espacio vectorial de Hilbert de dimensión infinita existen varias posibilidades de extender el concepto de combinación lineal finita. De un lado si consideramos únicamente combinaciones lineales finitas llegamos al concepto de base de Hamel o base lineal. Puede probarse que todas las bases de Hamel tienen el mismo número de elementos, este número o cardinal se llama dimensión lineal o dimensión de Hamel. Un conjunto constituye una base de Hamel si y solo si:
{\displaystyle B_{\rm {Ham}}:{\mbox{base de Hamel}}\Rightarrow }
{\displaystyle \exists \lambda _{i}\in \mathbb {K} \quad \land \quad \exists x_{i}\in B_{\rm {Ham}}:\quad x=\sum _{i=1}^{N}\lambda _{i}x_{i}}
En un espacio de dimensión de Hamel finita, se puede encontrar solamente un número finito de vectores ortogonales dos a dos, en cambio, cuando la dimensión de Hamel es infinita, pueden introducirse en los espacios de Hilbert ciertas "combinaciones lineales infinitas" en términos de vectores ortogonales. En un espacio de Hilbert de dimensión infinita se dice que un conjunto es una base de Hilbert o base ortogonal, si y solo si:
{\displaystyle B_{\rm {Hil}}:{\mbox{base de Hilbert}}\Rightarrow }
{\displaystyle \exists \lambda _{i}\in \mathbb {K} \quad \land \quad \exists x_{i}\in B_{Hil}\quad \land \quad \langle x_{i},x_{j}\rangle =0(i\neq j):\quad x=\sum _{i=1}^{\infty }\lambda _{i}x_{i}}
Nuevamente sucede que todas las bases ortogonales tienen el mismo cardinal, por lo que se define el concepto de dimensión de Hilbert como el cardinal de cualquier base de Hilbert.

### Dimensión vectorial

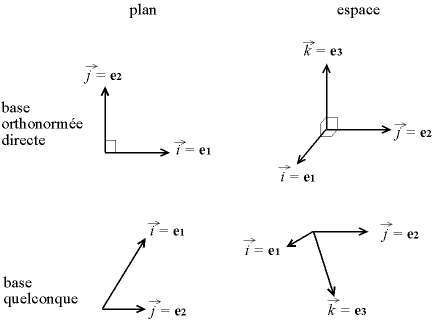

La dimensión de un espacio vectorial se define como el número de elementos o cardinal de una base de dicho espacio. Dado que para todo espacio de Hilbert de dimensión infinita podemos distinguir entre bases de Hilbert y de Hamel, podemos definir la dimensión vectorial ordinaria y la dimensión vectorial de Hilbert. Se tiene que para cualquier espacio vectorial V, la relación entre dimensión de Hammel y dimensión de Hilbert es la siguiente:
{\displaystyle \dim _{\rm {Ham}}V\geq \dim _{\rm {Hil}}V}
En espacios de dimensión finita también se pueden definir las bases de Hilbert como bases de Hamel ortogonales. De hecho, para un espacio de dimensión finita, la dimensión de Hilbert es igual a la dimensión de Hamel. En dimensión finita toda base de Hamel es base de Hilbert y viceversa, por lo que para un espacio de dimensión finita en (1) se da siempre la igualdad.